# Nefelinit
Nefelinit je tmavá jemnozrnná vyvřelá hornina složená zejména z nefelínu a klinopyroxenu. Pokud obsahuje také olivín, bývá označována jako olivinický nefelinit. Podobá se čediči, který se od něj spolu s bazanitem a jejich odrůdami liší ve vzájemných poměrech plagioklasu a nefelínu.
Nefelinit je příkladem křemičitany nenasycené vyvřelé horniny. Vzniká v důsledku vysokého tlaku při tavení, vysokého obsahu rozpuštěného oxidu uhličitého v tavenině a nízkého stupně frakčního tání v zemském plášti.
V Česku jsou nefelinitem tvořeny např. Božídarský Špičák v Krušných horách, Raná v Českém středohoří nebo vrch Železný v Jičínské pahorkatině.